# James Guillaume
James Guillaume (Londres, 16 de fevereiro de 1844 — Paris, 20 de novembro de 1916) foi um dos principais membros da Federação do Jura, a ala anarquista da Primeira Internacional. Mais tarde, Guillaume teria um papel ativo na fundação da Internacional Anarquista de St. Imier.

## Biografia
Em seu ensaio, "Idéias sobre Organização Social" publicado em 1876, Guillaume expõem suas opiniões sobre a forma que a sociedade tomaria em um mundo pós-revolucionário, expressando a posição anarquista colectivista  que dividia com Bakunin e outros anti-autoritários envolvidos na Primeira Internacional: 
"O que quer que os itens sejam produzidos por trabalho coletivo pertence à comunidade, e cada membro receberá remuneração pelo seu trabalho, quer na forma de commodities (subsistência, suprimentos, roupas, etc.) ou em moeda." 

## Obras
- L'Internationale: Documents et Souvenirs, (1864-1878), 4 volumes., re-editada em 1969 por Burt Franklin Publishing, New York.
- Pestalozzi : étude biographique, (1890), Hachette, Paris.
- Karl Marx, pangermaniste, et l’Association internationale des travailleurs de 1864 à 1870, (1915), A. Colin, Paris.

## Ligações externa
- Guillaume, James, entry in the Historical Dictionary of Switzerland
- Anarchy Archives, Guillaume page